# پیتسبرگ شرقی (پنسیلوانیا)
پیتسبرگ شرقی یک قصبه در شهرستان الگینی در ناحیهٔ پنسیلوانیا و در فاصلهٔ حدود ۱۱ مایل (۱۸ کیلومتر) جنوب شرقی تلاقی رودخانه‌های مونونگلها و الیگنی در پیتسبرگ است. جمعیت این منطقه در سال ۱۹۰۰ در حدود ۲٬۸۸۳ و در سال ۱۹۱۰ در حدود ۵٬۶۱۵ نفر بود. در سرشماری سال ۲۰۱۰ جمعیت قصبه به اندازهٔ ۱٬۸۲۲ نفر بوده‌است جرج وستینگهاوس در این قصبه کارگاه‌هایی برای ساخت تجهیزات نیروگاهی در آبشار نیاگارا و سیستم‌های حمل و نقل نیویورک بنا نهاده بود.